# ジョン・スタージェス
ジョン・スタージェス（John Sturges, 1911年1月3日 - 1992年8月18日）はアメリカ合衆国イリノイ州出身の映画監督。『荒野の七人』（1960）、『大脱走』（1963）などのアクション映画で活躍した。

## 略歴
映画編集者としてそのキャリアをスタートさせた。第二次世界大戦中は従軍し、そこでドキュメンタリー映画などを数多く制作。1946年に映画監督としてデビュー。はじめはB級映画だったが、次第に大きなプロジェクトを手がけるようになり、1955年の『日本人の勲章』ではアカデミー賞にノミネートされている。
1950年代と1960年代は西部劇やアクション映画で活躍した。
1959年の『戦雲』では日本の神戸生まれの育ちの日系アメリカ人俳優のマコ岩松と、1962年の『忘れえぬ慕情』ではナンシー梅木（ミヨシウメキ）と、日本人と仕事をすることもあり、代表作の一本『荒野の七人』は黒澤明の『七人の侍』のリメイクである。
1971年公開の『栄光のル・マン』で監督を依頼されていたが、主演のスティーヴ・マックィーンと対立して降板している。
1977年の『鷲は舞いおりた』を最後に引退。
1992年に心臓発作で亡くなった。享年81。

## 主な作品

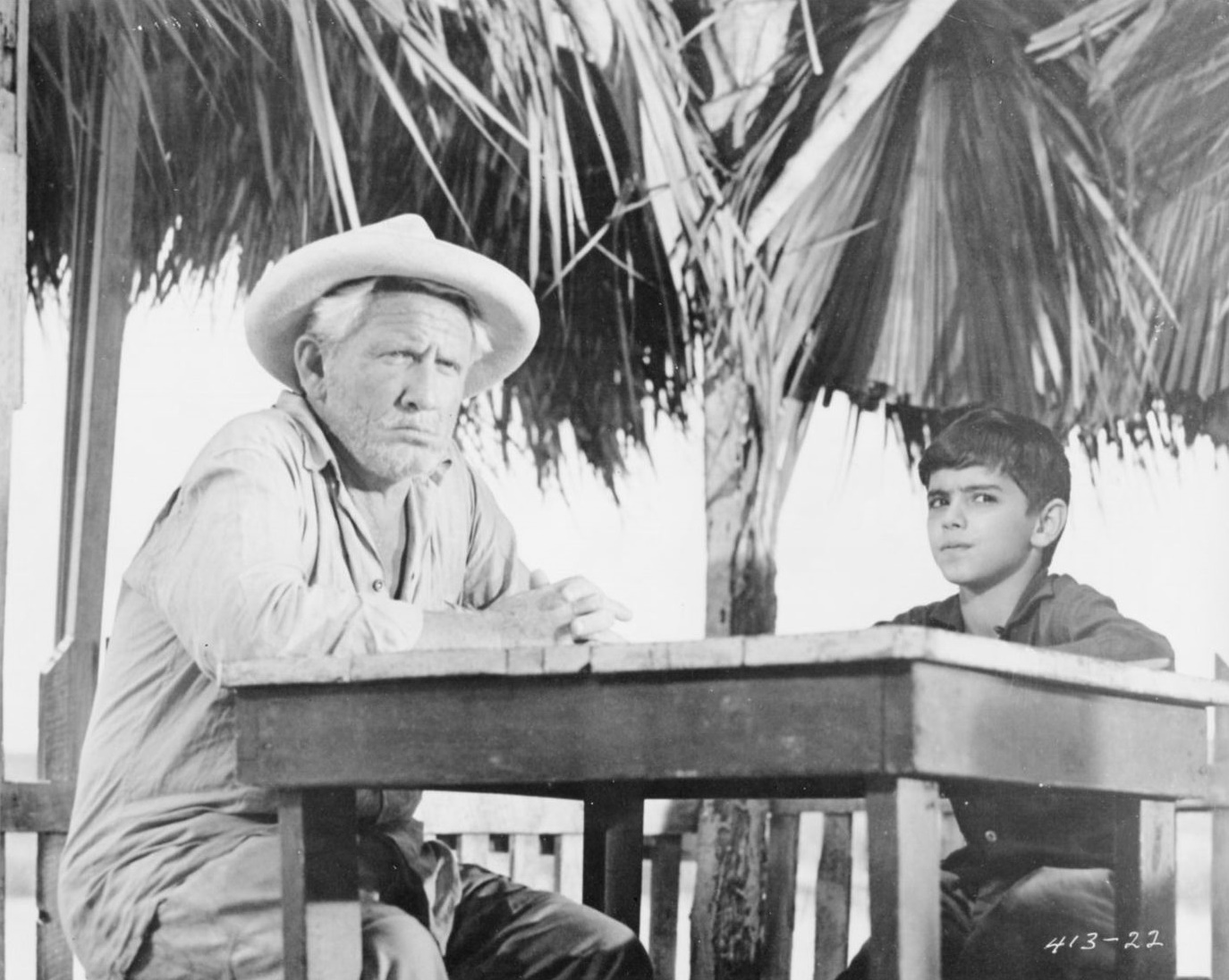
『老人と海』（1958年）

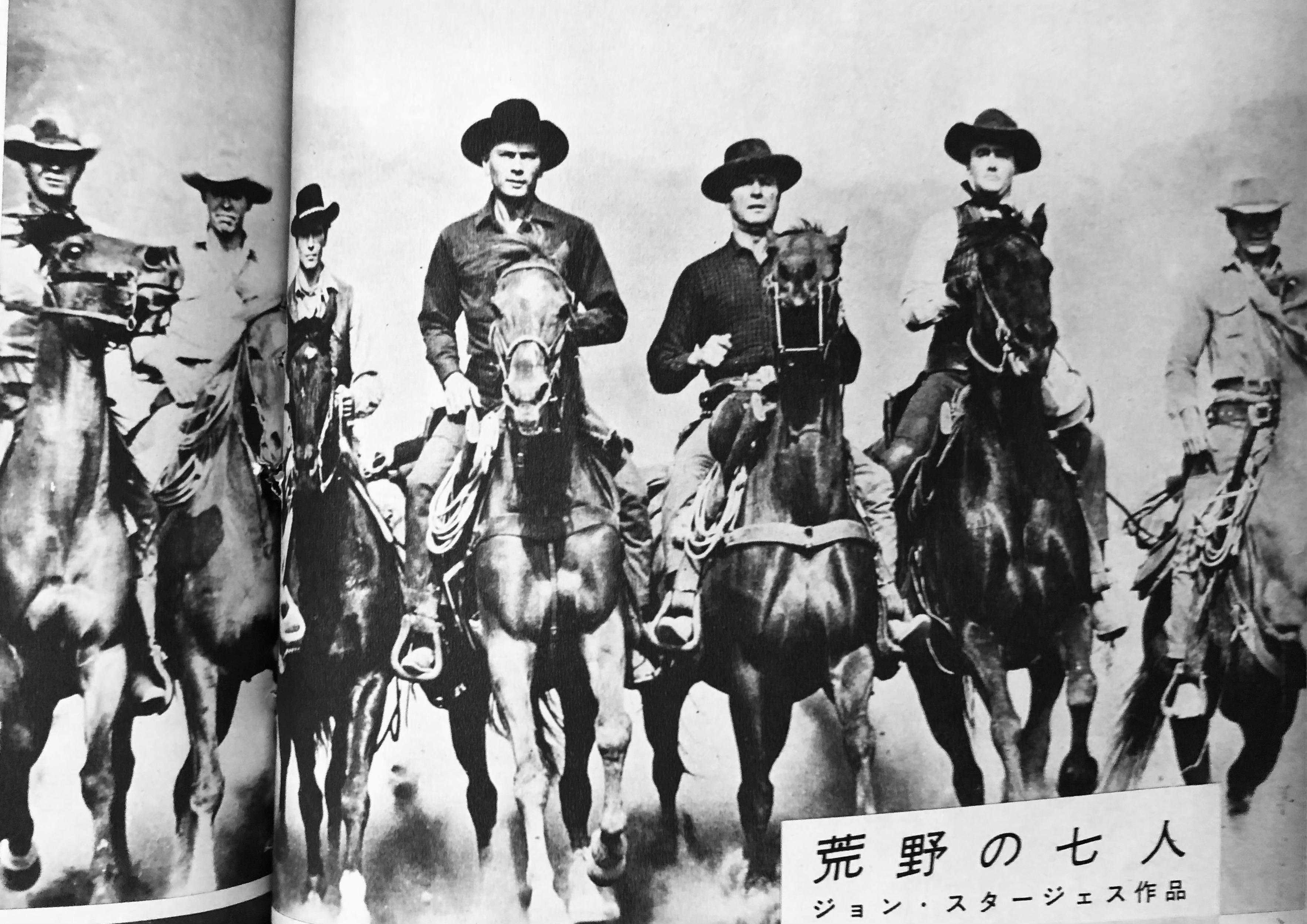
『荒野の七人』（1960年）

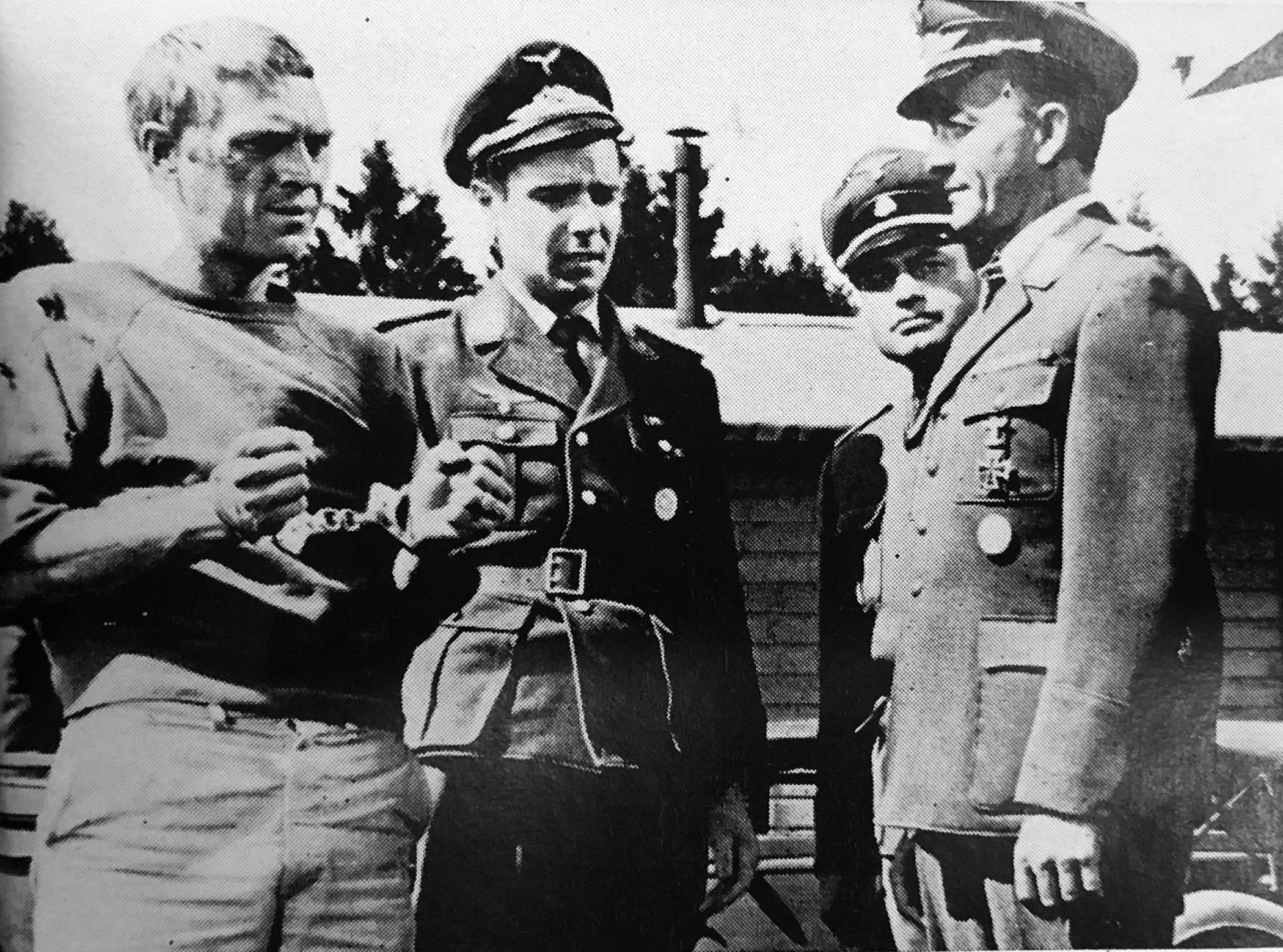
『大脱走』（1963年）

- ミステリー・ストリート Mystery Street（1950）
- ジョニー・オハラの真実／暗闇に響く銃声 The People Against O'Hara（1951）
- 人妻の危機 Jeopardy（1953）
- ブラボー砦の脱出 Escape from Fort Bravo（1953）
- 日本人の勲章 Bad Day at Black Rock（1955）
- 海底の黄金 Underwater!（1955）
- 六番目の男 Backlash（1956）
- OK牧場の決斗 Gunfight at the O.K. Corral（1957）
- ゴーストタウンの決斗 The Law and Jake Wade（1958）
- 老人と海 The Old Man and the Sea（1958）
- ガンヒルの決斗 Last Train From Gun Hill（1959）
- 戦雲 Never So Few（1959）
- 荒野の七人 The Magnificent Seven（1960）
- 愛するゆえに By Love Possessed（1961）
- 荒野の3軍曹 Sergeants 3（1962）
- 大脱走 The Great Escape（1963）
- 忘れえぬ慕情 A Girl Named Tamiko（1963）
- サタンバグ The Satan Bug（1965）
- ビッグトレイル  The Hallelujah Trai （1965）
- 墓石と決闘 Hour of the Gun（1967）
- 北極の基地/潜航大作戦 Ice Station Zebra（1968）
- 宇宙からの脱出 Marooned（1969）
- シノーラ Joe Kidd（1972）
- さらばバルデス Chino（1973）
- マックQ McQ（1973）
- 鷲は舞いおりた The Eagle Has Landed（1976）